# Toumo
Pour la ville de la Côte d'Ivoire, voir Toumo (Boundiali).

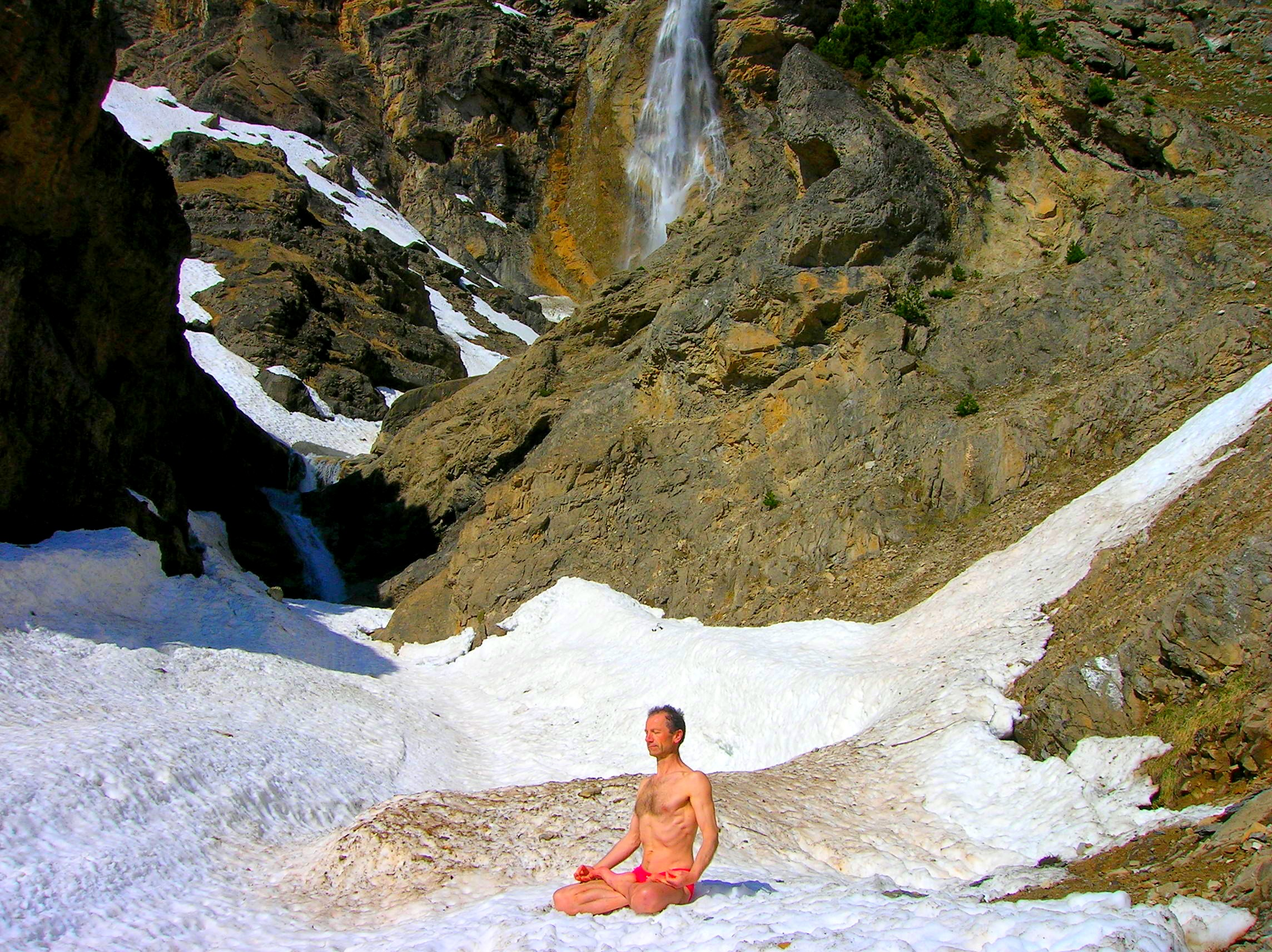

Le toumo ou tummo (« chaleur, feu intérieur » en tibétain ; Wylie : gtum-mo ; sanskrit : caṇḍālī) est une pratique tantrique enseignée par le yogi Naropa qui permet de repousser les limites de résistance au froid. C'est le yoga de la chaleur intérieure.
Le toumo utilise des techniques de yoga tibétain de respiration, visualisation de syllabes, et récitation de mantra.

## Témoignage d'Alexandra David-Néel
Alexandra David-Néel a rendu célèbres ces pratiques qu'elle décrit ainsi Mystiques et Magiciens du Tibet (1929) :
« Par une nuit d'hiver où la lune brille, ceux qui se croient capables de subir victorieusement l'épreuve, se rendent, avec leur maître, sur le bord d'un cours d'eau non gelé (…) Les candidats au titre de Repa, complètement nus s'assoient sur le sol, les jambes croisées. Des draps sont plongés dans l'eau glacée, ils y gèlent et en ressortent raides. Chacun des disciples en enroule un autour de lui et doit le dégeler et le sécher sur son corps. Dès que le linge est sec, on le replonge dans l'eau et le candidat s'en enveloppe de nouveau. L'opération se poursuit, jusqu'au lever du jour. Alors celui qui a séché le plus grand nombre de draps est proclamé le premier du concours.. »

## Études scientifiques
Plusieurs études ont été réalisées et ont démontré l'augmentation de la température du corps grâce à la pratique du tummo :
- En 1982, à Dharamsala en Inde, Herbert Benson et ses collègues observent une augmentation de la température des doigts de main  ou de pied de moines bouddhistes lors de la pratique du tummo, allant jusqu'à 8,3 °C pour l'orteil d'un des trois moines étudiés[3]. Bien que l'augmentation soit impressionnante, la température absolue des extrémités reste dans les limites normales (augmentation de 22°C à 33°C) et l'augmentation n'est pas supérieure à ce qui a été mesuré dans des conditions sans méditation[4]. Les auteurs émettent l'hypothèse d'une dilatation des vaisseaux sanguins pour expliquer l'augmentation de la température de leurs extrémités corporelles vers une valeur plus proche de la température du corps mesurée dans l'anus qui, elle, est restée stable et normale pour les trois sujets[3].
- En 1988, Herbert Benson et ses collègues montrent sur trois sujets que certaines pratiques méditatives permettent d'accroitre ou de décroitre significativement le métabolisme[5].
- En 2002, un article de presse de la Harvard Gazette mentionne une expérience réalisée en Normandie qui aurait montré qu'un moine bouddhiste pratiquant le toumo produit suffisamment de chaleur pour sécher, dans une chambre froide, un linge froid et humide posé sur ses épaules[6]. Cependant, cette étude en Normandie n'a pas été publiée dans une revue scientifique à comité de lecture et ces interprétations sont critiquées par des scientifiques[4]. En effet, ces derniers rappellent que ce phénomène ne peut constituer en lui-même une preuve de l'élévation de la température corporelle, étant donné qu'il se crée naturellement en raison de la différence de température entre le linge humide chauffé par le corps humain et l'air froid extérieur, même si la personne maintient une température de corps normale.
- En 2013, une étude par Maria Kozhevnikov et des confrères analyse l'augmentation de la température du corps en fonction du type de pratique (respiration ou visualisation). Les auteurs montrent une élévation de la température chez certains sujets en plus des extrémités corporelles, température qui peut être qualifiée de fièvre légère ou modérée (jusqu'à 38.3°C)[7].